# 马特斯布·阿米利亚·马特萨巴
马特斯布·阿米利亚·马特萨巴（1902年—1964年)，巴苏陀兰摄政女王。

## 生平
1940年12月26日其丈夫西蒙·塞伊索·格里菲斯去世，后将王位传与儿子，但当时其子莫舒舒二世年幼，因此1941年1月28日起由其暂理摄政，至1960年3月12日将权利归还莫舒舒二世。

## 家庭

### 配偶
丈夫：西蒙·塞伊索·格里菲斯

### 子嗣
Ntsebo公主